# شهرستان نیه‌مو
شهرستان نیه‌مو (به لاتین: Nyêmo County) یک شهرستان در چین است که در لهاسا واقع شده‌است. شهرستان نیمو ۳٬۲۷۵ کیلومتر مربع مساحت و ۳۰٬۰۰۰ نفر جمعیت دارد.